# Подкогель
Подкогель (словен. Podkogelj) — поселення в общині Велике Лаще, Осреднєсловенський регіон, Словенія. 
Висота над рівнем моря: 549,3 м.